# Открытая Россия
Откры́тая Росси́я (также распространено сокращение «Откры́тка») — российская общественная организация, ранее — в 2014—2019 годах — сетевое движение (формально учредительная конференция прошла в 2016 году). В 2001—2006 годах действовала одноимённая региональная, а затем — межрегиональная общественная организация (ни одна из этих структур не являлась правопреемницей другой).
Согласно Уставу — добровольное, самоуправляемое, массовое общественное объединение, преследующее политические, социальные и иные общественно-политические цели, поддерживаемые участниками движения.
В мае 2021 года самоликвидировалась.

## Организация в 2001—2006 годах
Региональная общественная организация (РОО) «Открытая Россия» (с 2005 года — межрегиональная общественная организация (МОО) с тем же названием) была учреждена в Москве в декабре 2001 года по инициативе Михаила Ходорковского, который также стал председателем правления. Учредителями также стали Ирина Ясина, Владимир Дубов, Василий Шахновский, Илья Ломакин-Румянцев и другие. В программной стратегии «Открытой России» были заявлены цели по развитию в России гражданской активности и творческой инициативы, утверждение демократических ценностей, укрепление институтов гражданского общества и другие шаги, направленные на интеграцию страны в мировое сообщество. В 2001—2004 годах проекты «Открытой России» финансировались из прибыли Группы «Менатеп» (контролирующего акционера ЮКОСа), с 2004 года — из личных средств Михаила Ходорковского. Организация управлялась коллегиальным правлением. В 2001—2003 годах председателем правления был Ходорковский, после его ареста — Леонид Невзлин.
В стратегии «Открытой России» были заявлены следующие приоритетные направления работы: модернизация образования и распространение информационных технологий, содействие гражданскому воспитанию подростков и обучение их основам демократии, помощь в распространении объективной информации о работе государственных и общественных институтов, мониторинг и экспертиза законодательства, а также исследовательская, образовательная и издательская деятельность в сфере гуманитарных наук. Организация развивала собственные просветительские проекты, поддерживала грантами сторонние инициативы в области развития гражданского общества, культуры, медиа, и организовывала нетворкинг для людей и организаций со схожими целями и ценностями. Отделения «Открытой России» работали в 50 регионах страны. Только за 2004 год расходы «Открытой России» на общественно значимые проекты составили 30 млн долларов, в то время как государство начало поддерживать развитие институтов гражданского общества только в 2006 году и в несоизмеримо меньшем объёме.
Параллельно с российской «Открытой Россией» работал учреждённый в Великобритании благотворительный образовательный фонд Open Russia Foundation, в попечительский совет которого входили Генри Киссинджер, Джейкоб Ротшильд, Билл Брэдли, Артур Хартман и Михаил Пиотровский. Фонд привлекал средства частных доноров и финансировал просветительские и благотворительные инициативы, которые способствовали развитию отношений между Россией и Западом.

### Проекты

#### Новая цивилизация
Летние лагеря «Новая цивилизация» позаимствовали идею обучения через развлечение у пионерской организации, но вместо коммунизма участникам лагеря были предложены более современные концепции. Дети изучали, как работают рыночная экономика и демократическое общество, выступая в роли предпринимателей, работников и безработных, политиков и чиновников. За смену они создавали общество в миниатюре: открывали бизнес, нанимали и увольняли сотрудников, собирали налоги и распределяли пенсии, проводили избирательные кампании и выборы. Знания и понимание принципов свободного рынка, правового государства и конкурентной политики, которое давалось в лагере, противопоставлялось путинской модели имитационной демократии.

#### Школы публичной политики
В основу модели «Школ публичной политики» лёг 10-летний опыт Московской школы политических исследований (МШПИ), основанной Еленой Немировской. Школы были призваны объединить заинтересованную в политике молодёжь, действующих молодых политиков, журналистов, гражданских активистов и других неравнодушных лиц, способствовать обмену опытом, повышению квалификации. Школы создавались при участии региональных политиков и бизнесменов, журналистов и общественных деятелей. В рамках семинаров, дискуссий, круглых столов, конференций и индивидуальной исследовательской работы в школе изучали темы организации власти и местного самоуправления, проблем федерализма, региональной экономики, деятельности НКО и т. д. Стратегию развития школ определял попечительский совет, в который входили представители «Открытой России» и МШПИ, текущим управлением и координацией с другими проектами «Открытки» занимался координационный совет в её структуре. Первые 10 школ начали работать осенью 2003 года в Калининградской, Свердловской, Воронежской, Ростовской, Астраханской, Иркутской областях, Алтайском крае, в Чувашии, на Камчатке и в Санкт-Петербурге. К 2006 году число школ достигло 30. После фактического закрытия «Открытой России» часть из них продолжила работу при поддержке местных политиков и предпринимателей. Как и детские лагеря, школы публичной политики были задуманы как альтернатива провластным молодёжным движениям, которые транслировали безальтернативные, прогосударственные, антизападные и даже антикапиталистические ценности.

#### Компьютеризация
В конце 1999 — начале 2000 года по инициативе ЮКОСА был запущен проект по внедрению информационных технологий в сфере образования «Поколение.ru». С 2000 года оператором программы стала «Федерация интернет-образования» (с 2002 года её также финансировала «Открытая Россия»). Федерация занималась массовым повышением квалификации работников системы образования, открывая на базе вузов Центры интернет-образования и Центры дистанционного обучения, оснащённые современными компьютерами, быстрым интернетом и мультимедиа-оборудованием. Образовательные программы центров были рекомендованы Минобрнауки и уделяли особое внимание новым подходам в педагогике, основанным на интернет-технологиях. Федерация была соучредителем конкурсов «Учитель года» и «Лидер в образовании», Всероссийского августовского педсовета, проводила конференции, круглые столы и другие мероприятия, а также совместно с «Открытой Россией» занималась компьютеризацией сельских школ. После закрытия «Открытой России» она продолжила деятельность.
В 2002—2005 годах «Открытая Россия» выделила 725 тысяч долларов на программу модернизации публичных библиотек в сельских районах. Программу с 2002 года реализовывала Межрегиональная ассоциация деловых библиотек при поддержке Минкульта. На июнь 2005 года была проведена модернизация 145 библиотек в 13 регионах страны. Помимо ремонта, реконструкции и технического оснащения учреждений, для библиотекарей были организованы стажировки в Москве.

#### Кораллово
Важным лично для Ходорковского проектом под эгидой «Открытой России» был лицей «Кораллово» в Одинцовского районе Московской области, основанный по его инициативе в 1994 году. Лицей обеспечивал проживание и образование для детей из неполных и социально незащищённых семей и тех, чьи родители погибли в войнах, терактах, катастрофах. Для детей была создана медицинская и спортивная инфраструктура, они были обеспечены ноутбуками с выходом в интернет. Программа обучения была ориентирована на самостоятельную работу, поощряла изучение различных точек зрения. По задумке организаторов, это должно было научить детей ориентироваться в мире вне рамок официальной пропаганды. Лицеем руководили родители Ходорковского — Борис Моисеевич и Марина Филипповна. На момент закрытия «Открытой России» в 2006 году в лицее учились 148 воспитанников. К 2019 году, когда лицей отметил 25-летие, учебное заведение выпустило 16 потоков учащихся.

#### Клуб региональной журналистики
Летом 2001 года «Открытая Россия» учредила клуб региональной журналистики «Из первых уст». На базе клуба проходили выездные мероприятия и пресс-конференции; объединение обеспечивало журналистам прямой выход на ведущих российских экономистов, бизнесменов, чиновников и экспертов; выступало площадкой для общения коллег по журналистскому цеху. После закрытия «Открытой России» клуб продолжил работу.

#### Помоги советом
Центры добровольческих инициатив «Помоги советом» были созданы по прообразу западных общественных центров и привлекали волонтёров для работы на горячих линиях по волнующих горожан проблемам, для адресной помощи, работы с детскими домами и домами престарелых. Если сотрудники центра не могли предметно проконсультировать просителя, к работе привлекали сторонних экспертов. «Открытая Россия» развивала проект несколько лет. После закрытия организации часть центров продолжила работу при поддержке региональных отделений оппозиционных партий.

#### Букер — Открытая Россия
С 2001 года «Открытая Россия» сотрудничала с литературной премией «Русский Букер» и в 2002—2005 годах была её титульным спонсором. Премия в тот период носила имя «Букер — Открытая Россия». В «Открытке» утверждали, что организатор премии ежегодно получал от организации 250 тысяч долларов на подготовку и проведение церемонии, а также совместные культурные проекты, в фонде «Русский Букер» называли меньший объём поддержки. В декабре 2005 года после вручения очередной премии стороны сообщили о прекращении сотрудничества, поскольку в условиях давления со стороны властей «Открытая Россия» не могла гарантировать стабильного и предсказуемого партнёрства.

#### Институт открытой экономики
Институт открытой экономики был учреждён «Открытой Россией» в 2003 году как интеллектуальный центр, призванный объединить талантливых экономистов российского происхождения для фундаментальных исследований российской экономики. В институте работали учёные с дипломами Лондонской школы экономики, Джорджтаунского университета, Сорбонны, Университета Эразма Роттердамского, Высшей школы экономики. Институт неоднократно называли одним из самых перспективных проектов «Открытой России». Однако к 2004 году организация пришла к выводу, что проект не оправдал ожиданий, и перезапустила его как площадку для дискуссий о будущем России между политиками, журналистами и экспертами. Вскоре институт был закрыт, и большая часть его сотрудников перешла в независимый от «Открытой России» Институт современных экономических исследований, который напрямую финансировал экс-руководитель Института открытой экономики и бывший топ-менеджер ЮКОСа Константин Кагаловский.

#### Общественный вердикт
В 2004 году «Открытая Россия» совместно с «Международным мемориалом», фондом «Регионы России», Международным фондом «Демократия» и Московской Хельсинкской Группой учредила правозащитный фонд «Общественный вердикт». Помимо НКО, в его создании приняли участие Борис Золотухин, Тамара Морщакова, Сергей Вицин, Арсений Рогинский, Людмила Алексеева, Сергей Ковалёв и другие юристы и правозащитники. Фонд сосредоточился на правовой помощи пострадавшим от неправомерных действий силовых ведомств, просветительской работе, исследованиях правоприменения в России, разработке рекомендаций по совершенствованию российской правоохранительной системы. «Общественный вердикт» продолжил работу после закрытия «Открытой России».

#### Прочие
«Открытая Россия» была одним из соучредителей Института прикладных международных исследований и Института внешней и оборонной политики совместно с Фондом развития парламентаризма финансировала программы «Правосудие» и «Законотворчество», была одним из спонсоров премии «ТЭФИ-Регион».

### Закрытие
В рамках преследования Ходорковского осенью 2005 года Генеральная прокуратура провела серию обысков в офисах «Открытой России». Организация связала эти действия с поиском финансирования от доноров, связанных с Ходорковским. 17 марта 2006 года Басманный суд Москвы по ходатайству Генпрокуратуры наложил арест на счета «Открытой России» в банке «Траст» в рамках расследования дела ЮКОСа. Правоохранительные органы утверждали, что с 2005 года «Открытая Россия» получала финансирование через фирму, связанную с ЮКОСом, и считали эти деньги имуществом подсудимых, полученным в результате преступных действий. На момент ареста на счетах «Открытой России» находилось около 6 млн долларов для финансирования просветительских проектов и программ 53 НКО в 47 регионах страны.
В «Открытой России» отметили, что средства на счетах находились в её собственности, и что организация не может нести ответственность за действия Ходорковского, который не является управляющим — операционные решения принимаются коллегиально советом правления. «Открытая Россия» попыталась оспорить арест счетов в Мосгорсуде, но судья оставила жалобу без рассмотрения. Оставшись без финансирования, 21 марта «Открытая Россия» обратилась к российским и иностранным филантропам за поддержкой. 22 марта ряд правозащитников, включая Людмилу Алексееву, Елену Боннэр, Льва Пономарёва и Арсения Рогинского, подписал заявление «Финансовая блокада „Открытой России“», в котором охарактеризовал арест счетов как часть кампании, которую российские власти развернули для подавления независимых институтов гражданского общества, и выразил солидарность с сотрудниками «Открытой России». Однако уже 19 апреля 2006 года на собрании общего собрания правления «Открытой России» было решено приостановить деятельность организации. Бывшие сотрудники добровольно продолжали наполнять сайт до официального закрытия организации 10 июля 2006 года.
27 мая 2021 года исполнительный директор Андрей Пивоваров объявил о том, что совет «Открытой России» проголосовал за самоликвидацию, а также об исключении всех участников партии из организации и аннулировании членства «во избежание уголовного преследования» на фоне возможного принятия поправок к статье 284.1 УК РФ о нежелательных организациях.

### Задержания после самоликвидации
Вскоре после самоликвидации, 31 мая 2021 было произведено задержание уже бывшего исполнительного директора «Открытки» Андрея Пивоварова при посадке в самолет. 02 июня суд постановил заключить в СИЗО Андрея Пивоварова сроком на два месяца по уголовному делу об участии в деятельности нежелательной организации (284.1 УК РФ).
Также утром 1 июня произошли обыски у другого экс-главы «Открытой России» Александра Соловьева и у бывшего депутата Госдумы Дмитрия Гудкова, которые связаны с неуплатой долга по договору аренды нежилого помещения в 2015—2017 годах .

### Критика
Критики видели в благотворительных инициативах «Открытой России» политический проект. Так, ориентация на молодых людей 12—18 лет расценивалась как работа над будущей электоральной базой Ходорковского, которая к началу его политической карьеры как раз получила бы право голосовать. Глава Фонда эффективной политики Глеб Павловский озвучивал мнение, что через благотворительные неправительственные проекты «Открытой России» Ходорковский коррумпировал общественных деятелей, чтобы заручиться их поддержкой. Деятельность «Открытой России» по политическому просвещению, по мнению критиков, была направлена на формирование альтернативной Владимиру Путину идеологической базы. Главный редактор журнала «Эксперт» Валерий Фадеев соглашался, что «Открытая Россия» фактически нарушила монополию действующей власти на формирование идеологии, транслировала ценности, противоречащие ключевым для путинского режима [нейтральность?] идеям «обретения самостоятельности, суверенитета и новой идентичности», и выступала за отказ от «исторически сложившейся геополитической роли» России. Журналист «Известий» Владимир Перекрест в цикле статей, посвящённых Ходорковскому, сетовал на отсутствие в риторике «Открытой России» патриотизма и традиционных ценностей, критическую оценку российской политической системы и приверженность «западным ценностям».
Несмотря на то, что проекты «Открытой России» были направлены на изменения образа мышления, а не на смену президента, власти видели в них прямую угрозу путинской модели имитационной демократии и политическую конкуренцию. Об этом в 2005 году прямым текстом высказался секретарь президиума Генерального совета партии «Единая Россия» Вячеслав Володин на отчетно-выборной конференции Красноярского краевого отделения партии власти: «…наши активисты учатся в политических школах, созданных ЮКОСом, — это разрушает принцип государственности!».

## История с 2014 года
В сентябре 2014 года, находясь в эмиграции после освобождения из более чем 10-летнего заключения, Ходорковский объявил о возрождении «Открытой России» в формате российского сетевого движения. Новая «Открытка» объявила о подготовке к президентским и парламентским выборам, в рамках которых она планировала поддержать кандидатов, разделяющих европейские ценности. Учредительная конференция движения прошла в Хельсинки 13 ноября 2016 года. В ходе мероприятия были избраны 11 членов совета «Открытой России» и председатель организации (им стал Ходорковский), были представлены манифест и программа движения. В среднесрочной перспективе «Открытая Россия» заявила своими целями разоблачение пропаганды и содействие развитию независимых СМИ, организацию гражданского контроля и правозащитной деятельности. В перспективе России после Путина были запланированы переход к президентско-парламентской республике, расширение полномочий местного самоуправления и региональных властей, демонополизация и перевод бывших государственных монополий и государственных СМИ под управление общественных советов, реформы правоохранительных органов, судов и т. д.
Полномочия главы совета «Открытой России» ограничены по времени, что обеспечивает сменяемость руководства. В разное время «Открытую Россию» возглавляли Михаил Ходорковский (2014—2017), Александр Соловьёв (2017—2018), Андрей Пивоваров (2018—2019) и Анастасия Буракова (2019—2021).
В апреле 2017 года Генеральная прокуратура России внесла в реестр нежелательных британские организации OR (Otkrytaya Rossia) и Open Russia Civic Movement (в действительности не существующую) и американский Institute of Modern Russia. По мнению Генпрокуратуры, эти организации выступали за признание результатов российских выборов нелегитимными и инспирировали протестные выступления, что представляло угрозу основам конституционного строя РФ и безопасности государства. Генпрокуратура заверяла, что ограничения не скажутся на российской «Открытой России», но впоследствии сайты организации и её проектов были заблокированы Роскомнадзором, а активисты подверглись преследованию за связь с нежелательными организациями.
В марте 2019 года «Открытая Россия» объявила о ликвидации движения с целью защитить своих членов, а на следующий день была учреждена новая одноимённая Российская общественная организация (РОО) «Открытая Россия», которая не была правопреемницей движения «Открытая Россия». РОО «Открытая Россия» несколько раз пыталась пройти регистрацию в Министерстве юстиции, но получила ряд отказов за «использование в заявлении о регистрации неправильного размера шрифта и кавычек» и «существование других организаций со схожим названием».

### Проекты

#### Медиа
В марте 2014 года Ходорковский задумался о создании в рамках «Открытой России» медиа, которое стало бы площадкой для общественной деятельности. По рекомендации своего пресс-секретаря Кюлле Писпанен и журналистки Наталии Геворкян он связался с Галиной Тимченко, которая незадолго до этого покинула пост главного редактора Lenta.ru. Тимченко и Иван Колпаков предложили Ходорковскому концепцию, стратегию и бизнес-модель издания (впоследствии ставшую Meduza), в котором предприниматель мог бы выступить в роли инвестора. Потенциальным соинвестором был Борис Зимин, принимавший участие в переговорах. Сотрудничество не сложилось из-за разногласий в вопросах управления новым медиа, и Ходорковский возместил Тимченко и Колпакову время, затраченное на презентацию и подготовку проекта.
Параллельно с весны 2014 года команда Ходорковского работала над внутренним проектом медиа, развивать который бизнесмен пригласил Веронику Куцылло.
Осенью 2014 года проект был запущен под именем «Открытая Россия». Издание долгое время экспериментировало с тематиками и форматами, выпускала материалы разного формата: новости, лонгриды, видео. На 2017 год аудитория «Открытой России» составила 20—30 тысяч человек в месяц. Проект намеренно не был зарегистрирован в качестве СМИ, но был вынужден снять несколько материалов (статьи о бойкоте парламентских выборов 2016 года и акции памяти Бориса Немцова), чтобы избежать блокировки на территории России.
В декабре 2017 года медиа «Открытая Россия» и сайты других проектов, связанных с Ходорковским — «Открытого университета», «Открытого права», «Команды „Открытой России“», «Ходорковский.ру» и «Вместо Путина» — были заблокированы на основании статьи 15.3 закона «Об информации» как связанные с нежелательной организацией. Некоторое время сайт менял «зеркала», но в конечном счёте был закрыт. После этого та же команда запустила новый проект «МБХ Медиа», который принадлежал не «Открытой России», а непосредственно Ходорковскому. Тематика и форматы остались прежними: новости на общественно-политические темы, колонки и аналитика по темам коррупции, свободы слова и государственной власти. Позже сайт «МБХ Медиа» был заблокирован в феврале 2018 года на основании той же статьи по требованию Генеральной прокуратуры.

#### Открытый университет
В январе 2016 года «Открытая Россия» запустила «Открытый университет» — образовательный проект о новейшей истории России с курсами по экономике, культурологии, политологии, социологии и другим общественным наукам. Куратором стала Татьяна Фокина, которая подобрала преподавательский состав, редактором — филолог и журналист Глеб Морев. Материалы курсов включают лекции, статьи, архивные материалы. Цель — помочь слушателям понять причины исторических событий и их влияние на жизнь в современной России. Авторами выпусков и лекторами «Открытого университета» выступали Юрий Сапрыкин, Сергей Гуриев, Кирилл Рогов, Марат Гельман, Андрей Зорин, Алексей Левинсон, Леонид Парфёнов, Григорий Ревзин, Сергей Кузнецов, Илья Осколков-Ценципер. Ходорковский утверждал, что лекции «Открытого университета» рекомендовали в качестве дополнительных образовательных материалов в вузах, в том числе Высшей школе экономики и Московском государственном лингвистическом университете.

#### Открытые выборы
«Открытая Россия» запустила проект «Открытые выборы» в 2015 году в преддверии парламентских выборов 2016 года для поддержки оппозиционных кандидатов в одномандатных округах. Руководителем проекта стал бывший креативный продюсер канала «Москва 24» Тимур Валеев. Через свой сайт организация собрала 269 заявок, из которых были отобраны 19 кандидатов, которые планировали выдвигаться на думских выборах, и 5 — на выборах в Законодательное собрание Санкт-Петербурга. «Открытая Россия» обеспечила кандидатам юридическую и агитационную поддержку, покрыла половину расходов на предвыборные кампании и организовала массовую подготовку наблюдателей. Обязательным условием для участия в «Открытых выборах» стала готовность не скрывать связь с Ходорковским и «Открытой Россией», что в ряде случаев привело к исключению кандидатов из партий, в которых они состояли.
С декабря 2016 года в рамках «Открытых выборах» начала работу «Московская школа кандидатов» для потенциальных кандидатов на муниципальных выборах в Москве в 2017 году и выборах мэра Москвы в 2018 году. Задачей проекта стала поддержка муниципальных кандидатов, которые в дальнейшем помогли бы оппозиционному кандидату на мэрских выборах преодолеть «муниципальный фильтр». Кандидатов обучали методам ведения общественных кампаний, основам московского законодательства, правильному сбору подписей, публичным выступлениям. На этот раз «Открытая Россия» была готова отказать скрытую поддержку кандидатам, поскольку запросы на обучение поступили, в том числе, от членов системных партий. Организация отказалась от софинансирования избирательных кампаний, а средства направила на оплату работы специалистов школы. К началу 2017 года отделения школы также открылись в 30 регионах России, в том числе Санкт-Петербурге, Чебоксарах, Казани, Челябинске, Ростове-на-Дону, Нижнем Новгороде, Твери и Уфе.

#### Объединённые демократы
Предвыборная платформа «Объединённые демократы» была создана на основе механизма поддержки кандидатов на муниципальных выборах в Москве в 2017 году, который в 2017 году использовали Дмитрий Гудков и Максим Кац. Тогда оппозиции удалось провести в муниципалитеты 250 оппозиционных кандидатов, в 15 районах члены «Единой России» потеряли большинство, в 6 муниципалитетах руководство было взято «Яблоком», в одном — движением «Солидарность». При участии «Открытой России» проект был запущен в 2018 году накануне муниципальных выборах в Санкт-Петербурге в 2019 году совместно с членами «Партии Перемен», «Партии Роста», «Справедливой России» и движения «Демократическое обновление». "Объединённые демократы позиционировались как образовательная инициатива, в рамках которой кандидатов обучали ведению избирательной кампании, оказывали методическую и юридическую поддержку.
В январе 2018 года Гудков и Кац рассорились и прекратили сотрудничество. Гудков остался развивать «Объединённых демократов» вместе с «Открытой Россией», а Кац запустил собственный одноимённый под эгидой петербургского «Яблока». Кац также настаивал на том, чтобы бывшие партнёры отказались от использования названия, а также вопреки изначальным договорённостям высказывался резко против выдвижения подготовленной «Открытой Россией» кандидатов от «Яблока». Тем, кто рассчитывал выдвигаться от партии, было предложено подписать меморандум верности партии. Несмотря на это, «Объединённые демократы» Гудкова и «Открытой России» показали на выборах хорошие результаты. Координатор проекте со стороны «Открытой России» Андрей Пивоваров отмечал, что кандидатом, получившим их поддержку, удалось получить 139 мандатов в 38 муниципальных округах.

#### Профессия — журналист
В 2016 году «Открытая Россия» учредила премию «Профессия — журналист», предназначенную для сотрудников медиа, которые продолжают работу, несмотря на давление, административные и финансовые препятствия, рискуя своим благополучием и безопасностью. Победители конкурса получали денежные призы и гранты на дальнейшие журналистские проекты.
| Категория                             | 2016                                                                             | 2017                                               | 2018                      | 2019                                      | 2020                                                          | 2022                               |
| ------------------------------------- | -------------------------------------------------------------------------------- | -------------------------------------------------- | ------------------------- | ----------------------------------------- | ------------------------------------------------------------- | ---------------------------------- |
| Расследование                         | Денис Коротков                                                                   | Елена Милашина                                     | Роман Доброхотов          | Иван Голунов                              | Максим Литаврин Давид Френкель Егор Сковорода Анастасия Бойко | Екатерина Фомина                   |
| Репортаж История / Репортаж           | Елена Костюченко Юрий Козырев                                                    | Даниил Туровский                                   | Шура Буртин               | Константин Саломатин Шура Буртин          | Елена Костюченко Юрий Козырев                                 | Лилия Яппарова                     |
| Публицистика Публицистика + аналитика | Андрей Архангельский                                                             | Константин Гаазе                                   |                           | Глеб Морев                                | Елена Лукьянова                                               |                                    |
| Региональная тема Региональные медиа  | Маргарита Логинова Пётр Маняхин                                                  | Ксения Леонова                                     | Анна Яровая               | Лариса Муравьева Денис Бевз               |                                                               |                                    |
| Интервью + портрет                    | Дмитрий Ребров                                                                   | Шура Буртин                                        | Олеся Герасименко         | Михаил Рубин Мария Жолобова Роман Баданин | Светлана Рейтер Сергей Горяшко                                | Юлия Балахонова                    |
| Фоторепортаж Фотоистория              | Олег Климов                                                                      | Евгений Фельдман                                   |                           |                                           |                                                               |                                    |
| Видеодокумент                         |                                                                                  |                                                    |                           | Юрий Дудь                                 | Юрий Дудь                                                     | Ирина Долинина Екатерина Фомина    |
| Страна                                |                                                                                  |                                                    |                           |                                           | Виктор Мучник                                                 | «Бумага»                           |
| Мультимедиа + Подкасты                |                                                                                  |                                                    |                           |                                           | Екатерина Малышева Евгений Малышев                            | «Важные истории»                   |
| Однократные                           | Публикация о России в зарубежном СМИ: Хайо Зеппельт Флориан Ризевик Феликс Бекер |                                                    | Новые медиа: «Всё сложно» | Неформат: Елизавета Язневич               |                                                               | Документальный фильм: Андрей Лошак |
| Однократные                           | Публикация о России в зарубежном СМИ: Хайо Зеппельт Флориан Ризевик Феликс Бекер | Дополнительный приз: Катерина Гордеева Роман Супер | Цифровой канал: ReRussia  | Неформат: Елизавета Язневич               |                                                               |                                    |
| Специальный приз                      |                                                                                  | Новая газета                                       | Медиазона                 | Андрей Лошак                              | Nexta                                                         |                                    |

#### Правозащита Открытки
«Правозащита Открытки» — сообщество юристов, которое предоставляет правовую защиту людям, подвергшимся преследованию за политическую и общественную деятельность. Вместе с тем, «Правозащита» не аффилирована с какими-либо политическими организациями и фактически не имеет отношения ни к «Открытой России», ни к «нежелательной» Open Russia. В числе тех, кому помогали юристы «Правозащиты Открытки», — координатор правозащитного проекта Gulagu.net Борис Ушаков, юрист Дмитрий Третьяков (осуждённый за репост телеграм-поста Аркадия Бабченко), социолог Сергей Мохов, журналист Иван Сафронов, создатель телеграм-канала «Омбудсмен полиции» Владимир Воронцов, журналист Иван Голунов, Антон Носик и фигуранты «Московского дела». Среди инициатив «Правозащиты Открытки» — отмена «экстремистской» 282-й статьи Уголовного кодекса как противоречащей Конституции РФ.

#### Прочее
В ходе президентской кампании 2018 года сторонники «Открытой России» работали в штабах Ксении Собчак и Алексея Навального. На думских выборах 2021 года организация решила поддержать широкий круг кандидатов в столице и регионах, для чего члены федерального совета и активисты из проекта «Свободные выборы» ездили по регионам с просветительскими лекциями для поиска потенциальных кандидатов, формирования политического актива и продвижения идеи преобразования России в парламентскую республику. Ещё одной предвыборной инициативой «Открытки» стал законопроект о возвращении упразднённого в 2009 году избирательного залога как альтернативы сбору подписей для выдвижения на выборах всех уровней, что позволило бы минимизировать основания для недопуска кандидатов. Идею поддержала КПРФ, а Российский фонд свободных выборов, соучредителем которого является Центризбирком, включил её в проект Кодекса о выборах и референдумах. Сообщалось о планах ряда участников «Открытой России» учредить к будущим выборам новую «Федеративную партию», однако это была частная инициатива, а не решение организации. В 2020 году «Открытая Россия» выступила против поправок в Конституцию, которые обнуляли сроки Владимира Путина, и призывала россиян принять участие в плебисците и проголосовать против.
На фоне пандемии COVID-19 «Открытая Россия» развернула в Петербурге, а затем в других городах крупный проект помощи медикам. За полтора месяца организация привлекла более 1,5 миллионов рублей на закупку средств индивидуальной защиты. За эту инициативу движение подверглось давлению: замглавы станции скорой помощи в Петергофе обратился в полицию, усмотрев мошенничество в факте передачи врачам костюмов и масок, а на медиков из Ивановской области завели уголовное дело за распространение «фейковых новостей» после того, как те обратились за помощью к «Открытой России».

## Преследование активистов и участников
Люди, связанные с «Открытой Россией», неоднократно оказывались под давлением со стороны силовых органов. Часто поводом для обысков и изъятия техники в квартирах и офисах становилось возбуждённое в 2003 году уголовное дело 18/41-03 (известное как «дело ЮКОСа»). В декабре 2015 года в офисе «Открытой России» в Москве и Петербурге, в квартирах не менее 10 сотрудников организации, в квартире и машине пресс-секретаря Ходорковского Кюлле Писпанен прошли обыски с изъятием техники. Следственный комитет обосновал мероприятия расследованием законности приобретения акций ЮКОСа бывшими мажоритарными акционерами, которые ранее выиграли у Российской Федерации спор об экспроприации компании на 50 млрд долларов в международном арбитражном суде. В ходе «операции» 5 октября 2017 года обыски прошли в редакции «Открытой России», квартирах председателя движения Александра Соловьёва, сисадмина Артёма Минича, дочери главного редактора «Центра управления расследованиями» Андрея Коняхина, менеджера исполнительной дирекции Нины Алексы, бывшего координатора Николая Ленивца, главы проекта «Открытые выборы» Тимура Валеева. В феврале 2018 года силовики пришли с обысками к журналистке «МБХ медиа» и бывшему члену Общественной палаты Зое Световой, в августе обыск вновь прошёл в офисе «Открытой России». После акции протеста против поправок к Конституции России в июле 2020 года обыски с изъятием техники прошли в квартирах координатора «Открытой России» Татьяны Усмановой, активистки Ольги Горелик, шеф-редактора «МБХ медиа» Сергея Простакова, юриста «Правозащиты Открытки» Алексея Прянишникова, его бывших жён и их родителей.
В отношении участников «Открытой России» также неоднократно применялась административная статья 20.33 «Участие в деятельности организации, признанной нежелательной на территории России» и новая уголовная статья 284.1, основанием для использования которой является наличие двух обвинительных решений по делами, заведённым по статье 20.33. Во всех случаях активистам вменяли сотрудничество с организациями, связанными с «нежелательной» Open Russia.
В октябре 2018 года в Краснодаре по статье 20.33 было возбуждено дело в отношении юриста Юлии Федотовой за репост видеозаписи выступления поэта Михаила Дроздова, которая завершалась демонстрацией логотипа «Открытой России». Во второй раз по той же статье ей вменили сотрудничество с «Правозащитой Открытки», когда она пыталась оспорить нормы краевого закона о публичных мероприятиях. В январе 2019 года по статье 20.33 были возбуждены дела в отношении челябинского активиста Дениса Ибрагимова за проведение вебинара «Как лайкать мемы и не сесть в тюрьму», против координатора краснодарского отделения Яны Антоновой за видеообращение к депутатам Госдумы о нехватке в регионе детских школ, против чувашского активиста Игоря Сидорова за отправку в подарок местному отделению партии «Единая Россия» антиутопического романа Джорджа Оруэлла «1984» и обращение к местным депутатам с критикой чебоксарского бюджета на 2019 год. В ноябре 2019-го ярославская прокуратура возбудила административное дело в отношении редактора журнала «7×7» Даниила Кузнецова. По версии Центра по противодействию экстремизму (Центр «Э»), был одним из администраторов ярославского сообщества «Открытой России» во «Вконтакте», причём другим администраторам, давшим на него показания, обвинения предъявлены не были.
Первое в России уголовное дело по статье 284.1 УК РФ было возбуждено в Ростове-на-Дону против члена федерального совета «Открытой России» Анастасии Шевченко. В конце января 2019 года Amnesty International признала Шевченко узницей совести, лишённой свободы за политические взгляды.
Первый приговор по статье 284.1 был вынесен в феврале 2020 года в отношении бывшего координатора екатеринбургского отделения «Открытой России» Максима Верникова, суд назначил ему наказание в виде 300 часов обязательных работ. Приговор вступил в законную силу и в сентябре 2020 года Верников уже отбывал обязательные работы на Михайловском кладбище.
Третье дело в ноябре 2019 года было возбуждено против бывшего координатора краснодарского отделения Яны Антоновой за два репоста (анонс согласованной акции и цитаты телеведущего Владислава Листьева о тоталитаризме и демократии) и одиночный пикет в память Бориса Немцова. Четвёртым обвиняемым по статье 284.1 стал координатор «Открытой России» в Тюмени Антон Михальчук, который загрузил в социальную сеть публикацию с упоминанием Ходорковского, участвовал в разработке образовательной программы «Открытой России» и организовал пикет. Михальчук был объявлен в федеральный розыск, поскольку с начала 2019 года проживал вне России. В июле 2019 года дело за участие в работе нежелательной организации завели на журналиста «Юг. МБХ медиа» Александра Савельева, однако в декабре дело было закрыто по примечанию к статье 284.1.
29 сентября 2020 года уголовное дело по статье 284.1 было возбуждено в отношении нижегородского журналиста, предпринимателя и вискария местного пастафарианского храма Михаила Иосилевича. По версии следствия, тот «в целях посягательства на основы конституционного строя» предоставил помещение своего кафе для мероприятия «Открытой России», хотя на деле там проходил организованный движением «Голос» тренинг для наблюдателей на выборах. Ранее он был дважды привлечен по статье 20.33 за предоставление помещения для форума «Свободные люди» и ещё одного мероприятия, на котором присутствовал бывший активист «Открытой России».
29 мая 2021 года против экс-главы Андрея Пивоварова было возбуждено уголовное дело по ст. 284 УК РФ (осуществление деятельности нежелательной организации). Основанием для обвинения стало то, что Пивоваров 12 августа 2020 года, находясь в Краснодаре, опубликовал в Facebook «информационный материал „Объединенные демократы“» с агитацией по сбору средств. В связи с этим Пивоварова этапировали в Краснодар.
В январе 2019 года были задержаны координатор «Открытой России» в Пскове Лия Милушкина и ее муж Артем Милушкин. Они обвинялись в сбыте наркотиков в особо крупном размере. 12 августа 2021 года Лию и Артема М. приговорили к 10,5 и 11 годам колонии. Супруги вину не признали, назвали дело политическим и заказным.